# General Defense Plan

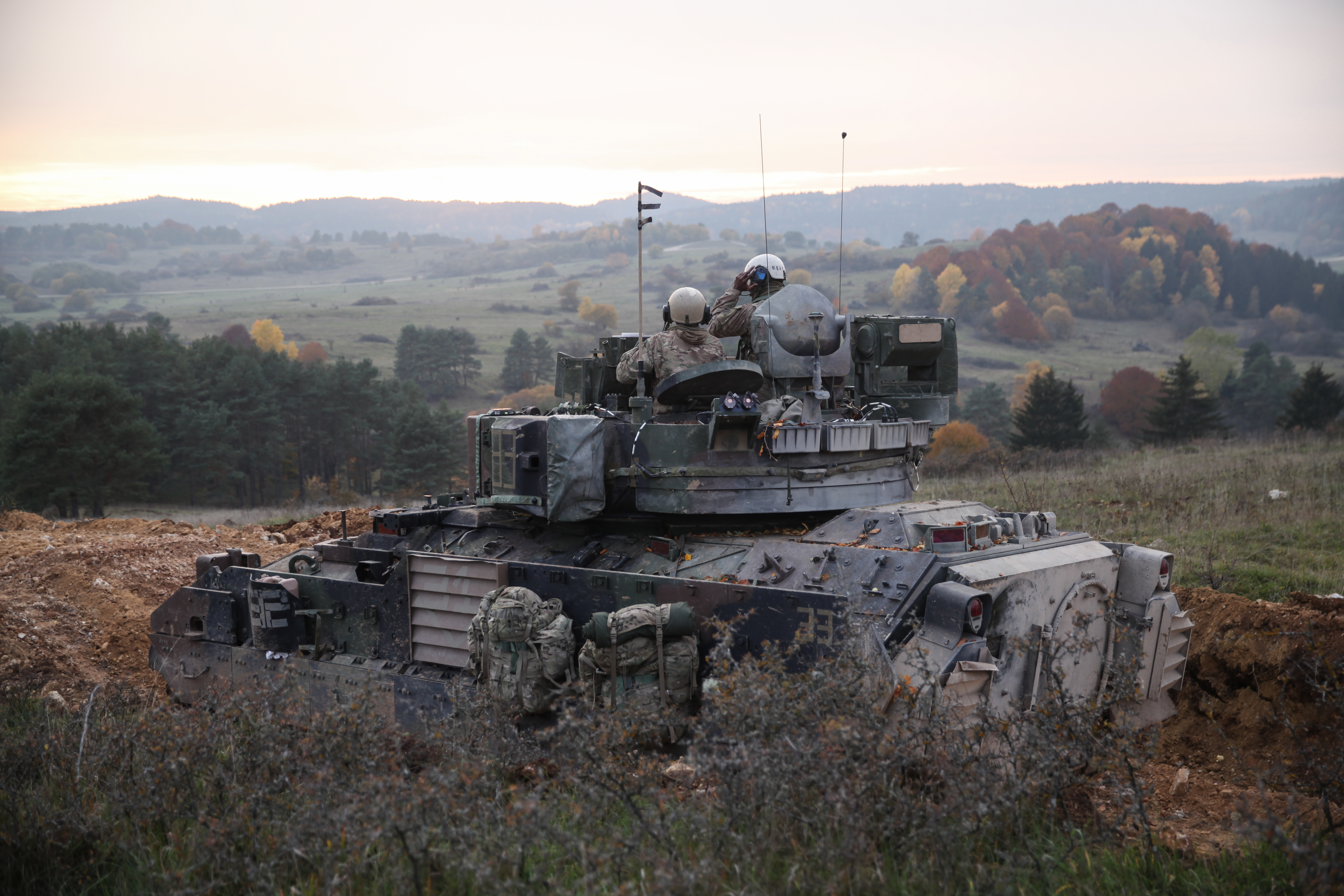
Feldposten einer gepanzerten US-Einheit. 2015

REFORGER 1982

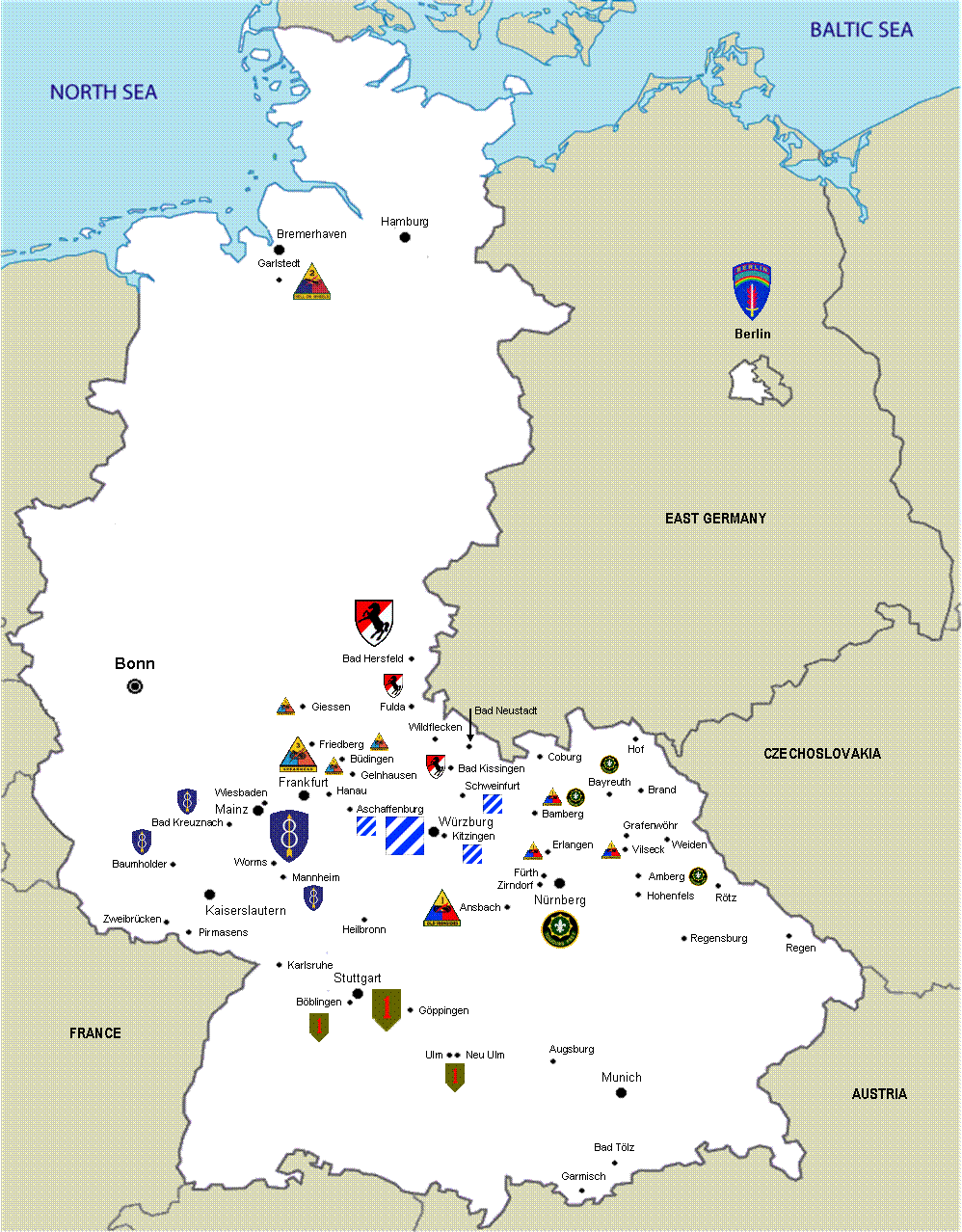
Standorte von CENTAG Einheiten

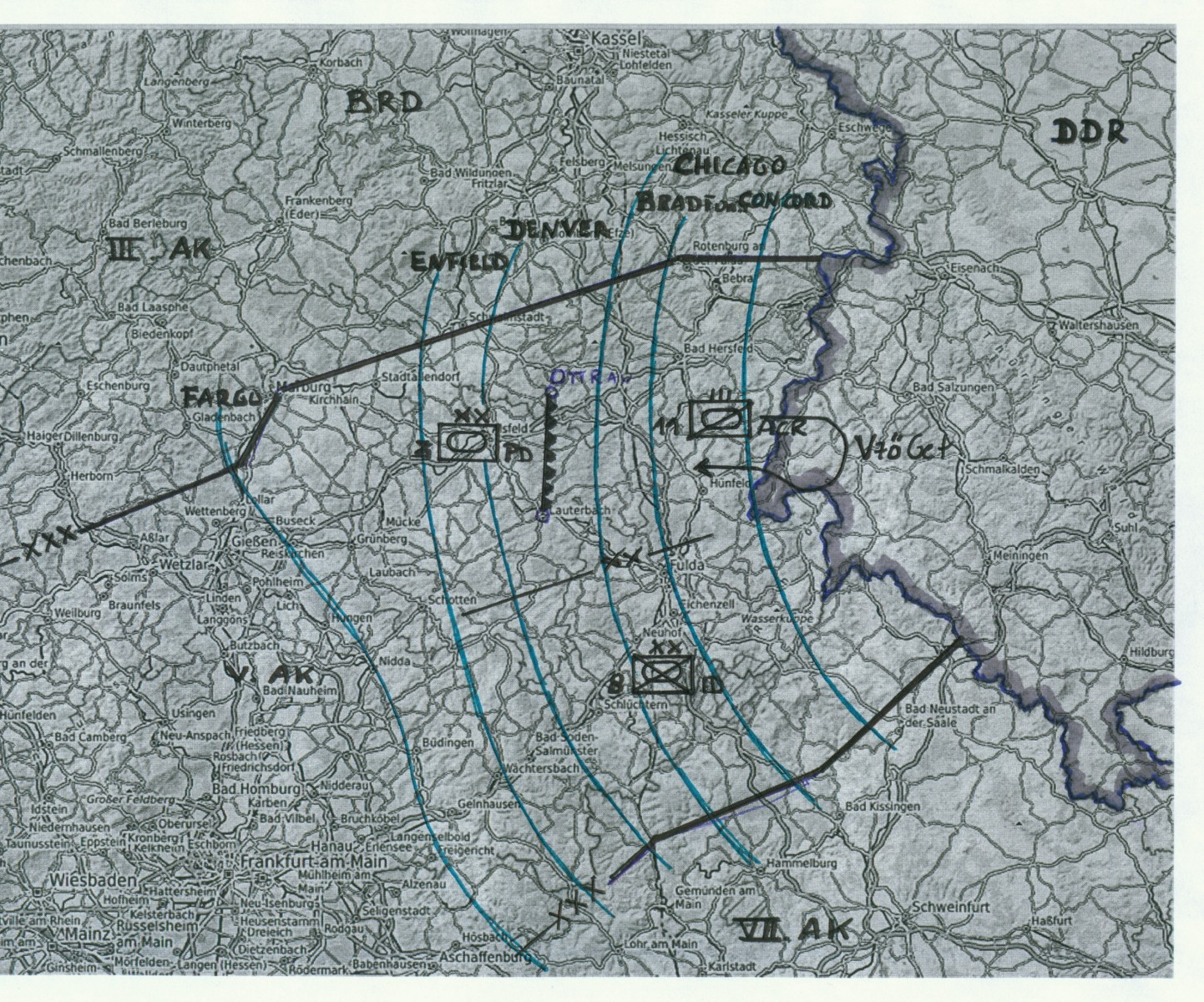
Skizze Gefechtsstreifen V. US-Korps mit Führungslinien CONCORD – FARGO

Ein General Defense Plan (GDP) ist der jeweilige Operationsplan eines Korps, einer Division oder Brigade der NATO, welcher die Operationsführung des Großverbandes regelt. Der GDP wird von den NATO-Kommandobehörden nach einer Spannungsphase, beziehungsweise unmittelbar nach Beginn des Verteidigungsfalles inkraftgesetzt und unterliegt im Allgemeinen dem Geheimhaltungsgrad („Geheim“/„NATO-Secret“).

## Inhalt
Der GDP beschreibt Absichten, Ziele und den operativen Aufbau der Operationsart Verteidigung für alle daran beteiligten Kampf- und Kampfunterstützungstruppen des jeweiligen Großverbandes im Kriegsfall. Er beschränkt sich dabei auf den Einsatzraum des jeweiligen Verbandes und beinhaltet sämtliche Maßnahmen für den Übergang vom Friedens- in den Kriegszustand. Dazu gehören Führung und Verbindung der unterstellten Truppenteile und die Berücksichtigung der Kampfkraft und des Einsatzwertes der Truppe in den zu erwartenden Geländeverhältnissen („Infanterie-/Panzergelände“). Er folgt im Allgemeinen der jeweils vorherrschenden NATO-Doktrin der Vorneverteidigung, der Flexible Response etc. und richtete sich nach der jeweiligen Vorwarnzeit, die notwendig ist, um bei Feindseligkeiten des Gegners, nach Alarmierung und Mobilisierung die GDP-Stellungen zu beziehen und dem übergeordneten Verband volle Gefechtsbereitschaft zu melden. Der GDP eines Heereskorps soll unter anderem auch den Zusammenhalt der Verteidigung der benachbarten Korps gewährleisten. Grundlage des GDP ist das Gelände und die jeweilige Feindlagebeurteilung.

## Geschichte
In der Zeit des Kalten Krieges hatten die GDPs der NATO das allgemeine Ziel, Angriffsverbände des Warschauer Paktes mit ihren überlegenen Panzerkräften möglichst frühzeitig im grenznahen Bereich zu zerschlagen. Mit unterschiedlicher Gewichtung richteten sich diese Bekämpfungsmaßnahmen auf die 1. Operative Staffel, beziehungsweise die nachrückende 2. Operative Staffel des Warschauer Paktes und in günstigen Momenten das Einleiten lokaler Gegenangriffe. Zielsetzung dieser Maßnahmen ist die Wiederherstellung der Integrität des NATO-Territoriums.
Die operative Planung der 5. Armee der NVA entsprach in etwa spiegelbildlich den General Defense Plans der alliierten Korps. Man ging davon aus, dass der General Defense Plan nach Auslösung der höchsten NATO-Alarmstufe GENERAL ALERT in der Anfangsphase der Kampfhandlungen nach einem gewissen Automatismus ablaufen würde.
Bekannt geworden sind der GDP 31001 des V. US Corps als Teil der Heeresgruppe CENTAG und der GDP 88 der 3. (deutschen) Panzerdivision als Teil der Heeresgruppe NORTHAG.
Sowohl die GDPs der NATO, als auch die Operationsplanungen des Warschauer Paktes, gingen grundsätzlich von einem Angriffsszenario der anderen Seite aus. Während es auf Seiten der NATO ein „Denkverbot“ über Operationen jenseits der innerdeutschen Grenze gab, konnte nach der Wiedervereinigung im Jahr 1990 auf dem Gelände des NVA-Ministeriums in Strausberg ein sog. Operatives Führungszentrum nachgewiesen werden, dessen Aufgabenstellung und Ausstattung darauf gerichtet war, Angriffe des Warschauer Pakts auf Mitteleuropa durchzuspielen.
Der OPLAN (Operations Plan) ist ein Teil des GDP des V. US Corps. Für Westeuropa galt der EUCOM OPLAN 4102 „Defense of Western Europe“, der am 1. März 1985 den OPLAN 4102-84 ersetzte.

## Befehlskette
Der für die betreffenden Truppen (Armee-/Heeresgruppen, Korps, Divisionen, Brigaden) festgelegte, und zuvor innerhalb der NATO durch die jeweils vorgesetzten Kommandobehörden gebilligte GDP, wird im Verteidigungsfall vom SACEUR ausgelöst. Der spezifische GDP legt zeitlich und geographisch fest, welche Räume, bis hin zu den „scharfen GDP-Stellungen“/-Räumen am „Vorderen Rand der Verteidigung (VRV)“ von den Truppen in ihrem jeweiligen Verantwortungsbereich zu beziehen sind.
Im Bereich der CENTAG gewährleistete der CINCUSAREUR (Commander in Chief United States Europe) die militärische Grenzsicherung der jeweiligen Grenzen. Im Fall seiner NATO-Armeegruppe Mitte (CENTAG) erstrecken sich diese von Schmiedeköpfe/Landkreis Göttingen (NB 6492 im UTM-Koordinatensystem) bis Dreisesselberg/Bayerischer Wald (VQ 1305). Die Befehlsgewalt (Operational Command OPCOM) und die operative Kontrolle (Operational Control OPCON) geht dabei auf die jeweiligen NATO-Truppenführer über.

„Vor Beginn einer Aggression schließt CENTAG als abschreckende Maßnahme die vorgeplanten Aufmarschbewegungen ab, disloziert die Kräfte und Mittel in den festgelegten GDP-Räumen, sichert die durchgängige Verteidigung des zugewiesenen Sektor, begegnet der Aggression auf der entsprechenden Stufe, um die Integrität des NATO-Territoriums zu erhalten bzw. wiederherzustellen, bekämpft den Feind an der innerdeutschen und der BRD/CSSR-Grenze durch den Kampf der Deckungstruppen bereits vor der Vorderen Linie der Verteidigung, verteidigt KAUFUNGER WALD (NB 5088) und KNÜLL-GEBIRGE (NB 3041). gewährleistet im engen Zusammenwirken mit der NATO-Armeegruppe Nord (NORTHAG) den Zusammenhalt der Verteidigung zwischen beiden Armeegruppen und verhindert einen Durchbruch des Gegners zum Rhein..“

Die folgenden Ausführungen beziehen sich ausschließlich auf den GDP des V. US Corps:

## Struktur
Der General Defense Plan ist im Allgemeinen nach folgender Gliederung aufgebaut:

### Gegnerischer Angriff nach kurzer Vorwarnzeit
Einem gegnerischen Angriff nach kurzer Vorwarnzeit wird Rechnung getragen. Truppenteile, die sich aktuell zum Zeitpunkt des Feindangriffs auf Truppenübungsplätzen (z. B. Grafenwöhr oder Bergen-Hohne) aufhalten, werden nicht innerhalb von 24 Stunden in ihren vorgesehenen GDP-Stellungsräumen eintreffen. In diesem Fall müssen die grenznah eingesetzten Deckungskräfte, nach Erhöhung des Bereitschaftsgrades auf MILITARY VIGILANCE, übernehmen und möglicherweise bereits die ersten Grenzgefechte führen. Außerdem werden nach Möglichkeit mit erster Priorität weitere verfügbare Panzerbataillone bzw. zusammengestellte Task Forces für die unmittelbare Unterstützung der Deckungstruppe bereitgestellt. In zweiter Priorität folgen Kampfunterstützungstruppen, v. a. Artillerie.

### Aufklärung
Luft- oder bodengebundene Aufklärungsergebnisse gehen in die jeweilige Feindlagebeurteilung ein, an der sich weitere operative Maßnahmen ableiten. Zur Lagebeurteilung werden Erkenntnisse über die vermutete Absicht des Gegners, die Stärke und Zusammensetzung seiner Angriffsverbände, seine Gruppierung von 1. und 2. Staffel, die Lage seiner Bereitstellungsräume, die Bereitschaft zum Einsatz von ABC-Waffen, geplante Angriffsachsen, Dislozierung, Kampfmoral etc. benötigt.

### Truppeneinteilung
Festgelegt wird der Verteidigungsabschnitt des V. US-Korps und die Grenzen zum III. Korps der Bundeswehr im Norden und dem VII. US-Korps im Süden mit Trennungslinien. Die Führungslinien ALPHA, CONCORD, BRADFORD, CHICAGO, DENVER, ENFIELD, FARGO, GULFPORT und HARTFORD sind definiert. Der GDP legt außerdem die Truppeneinteilung des V. Korps, die operative Gliederung der Einteilung der eigenen Kräfte und die Zusammensetzung der Verbände im Gefechtsstreifen fest. So kann z. B. befohlen werden, dass eine Panzergrenadierbrigade mit drei Bataillonen nebeneinander verteidigt. Zwei Panzergrenadierbataillone an den Flanken und ein Panzerbataillon im Zentrum und Schwerpunkt.
US-amerikanische oder britische Verbände nehmen häufig eine Einteilung in Task Forces für die Ausführung eines bestimmten Auftrages vor. Die Truppeneinteilung folgt den Führungslinien und dem zugewiesenen Verteidigungsstreifen. So umfasst die Breite für das Korps in etwa 70–80 km und für die Division 40 km. Die Verteidigungstiefe für das Korps 120 km, und 60–70 km für die Division. Die Stellungsräume der Raketenartillerie bzw. operativ-taktische Kernwaffeneinsatzmittel (Kurzstreckenraketen wie z. B. Lance-Abschussrampen) sind in 30 bis 40 km Abstand vom VRV vorgesehen.
Die Führungslinien (Sicherungslinie, VRV, Abgrenzungslinien der einzelnen Kampfverbände, Ablauflinie für Angriff etc.) unterteilen das Gefechtsfeld in Sektoren und bieten eine Übersicht über den Verlauf der Kampfhandlungen.
Festgelegt werden außerdem die Lage der Gefechtsstände und Befehlsstellen (entweder in ortsfesten, verbunkerten Anlagen oder auf Stabs- und Führungsfahrzeugen), die nach bestimmten Zeiten verlegt werden, um sich gegnerischer Aufklärung und Bekämpfung zu entziehen.

### Operationsführung
Die geplante Operation wird in mehrere Phasen eingeteilt. Dabei werden die Kräfte des Korps in Haupt- und vorgeschobene Deckungskräfte eingeteilt. Der Auftrag der Deckungskräfte ist das Führung eines Verzögerungsgefechtes innerhalb bestimmter festgelegter Verzögerungslinien, bis zu dem Zeitpunkt, an dem die Hauptkräfte oder Verstärkungen melden, dass sie den VRV bezogen und volle Gefechtsbereitschaft erreicht haben.
Grundlegende Phasen sind:
1. Entfaltung des Korps und die Handlung der Deckungstruppen des Korps
2. Handlungen der Deckungskräfte der Divisionen im vorgelagerten Sicherungsstreifen (z. B. Panzeraufklärer) – Führen des Verzögerungsgefechtes für eine bestimmte Zeit
3. Massierung und Kampf der Hauptkräfte am VRV (Panzer-/Panzergrenadierdivisionen)

Die Verteidigung wird in zwei Staffeln geführt: operative Reserve und Deckungstruppen.
Nach Auslösung der NATO-Alarmstufe SIMPLE ALERT wird der BGS aus der Grenzsicherung herausgelöst und diese vom NATO-Heer übernommen.
Es wird von einer kurzen Vorwarnzeit (36/48 Stunden) durch Aufmarschbewegungen des Gegners ausgegangen und dass innerhalb dieser Zeit nicht alle Verbände des Korps rechtzeitig ihre GDP-Stellungen erreichen werden. Ähnliches gilt für Verstärkungen aus Übersee (REFORGER-Maßnahmen). Daher haben die kurzfristig alarmierten Deckungstruppen (Panzeraufklärer, US-Air Cavalry Regiment etc.), die bereits in Friedenszeiten in einem höheren Grad der Gefechtsbereitschaft gehalten werden, in der Anfangsphase der ersten Kriegstage die Hauptlast der Gefechte zu tragen.
Aufgabe der Deckungskräfte ist es, aus den bezogenen Auflockerungsräumen die befohlenen Verteidigungsstreifen zu besetzen. Dort haben die Deckungskräfte die Entfaltung der Hauptkräfte zu decken,
den Bundesgrenzschutz aus der Grenzsicherung herauszulösen und festgelegte Abschnitte im Sicherungsstreifen zu besetzen. Außerdem ist mit Feindkräften für x Stunden ein Verzögerungsgefecht bis zu einer bestimmten Führungslinie zu führen.
Das Korps hat den zugewiesenen Verteidigungsstreifen auf Befehl zu besetzen, eine vorgeplante Linie zu verteidigen und den Gegner nahe der innerdeutschen Grenze zu zerschlagen, dabei wichtige Schlüsselgelände zu halten, den möglichen Einsatz von Kernwaffen vorzubereiten, Aufnahme, Unterstützung und Einsatz von Verstärkungskräften (z. B. US-amerikanische und kanadische Panzer- und mechanisierte Divisionen) vorzubereiten. Außerdem sind eingebrochene Feindkräfte durch Gegenangriffe auf dem NATO-Territorium zurückzuschlagen.
Die Verbände erhalten aus dem GDP heraus ihre Einzelaufträge.
Diese können wie folgt lauten:
- 11. Panzeraufklärungsregiment (11. PzAufklRgt), dem Korps unterstellt, besetzt befohlenen Deckungsabschnitt, sichert Aufmarsch und Entfaltung der Hauptkräfte des Korps und verteidigt den Deckungsabschnitt.
- 3. Panzerdivision (3. PzDiv) wird im Nordsektor eingesetzt und die 8. Infanteriedivision (8. InfDiv) im Süden. Beide Divisionen beziehen den befohlenen Verteidigungsstreifen und bereiten die Verteidigung vor.
- 2. Brigade der 8. Infanteriedivision (2./8. InfDiv) ist in der Tiefe als Korpsverband eingesetzt. Die 2./8. InfDiv marschiert, gesichert durch die 8. InfDiv, zur Führungslinie FARGO, passiert die OPCON der 3. PzDiv und besetzt Riegelstellungen in der Umgebung von LAUTERBACH (NB 2809) – OTTRAU (NB 2728[12]). Dort verbleibt sie unter Führungsvorbehalt des Kommandeurs V. Armeekorps.

Ziel der Verteidigungsoperation des V. US-Korps ist die Zerschlagung der Hauptkräfte (sieben Panzer- und Mot-Schützendivisionen) der 1. Staffel des Warschauer Paktes östlich des Vogelsberges im Raum Bad Hersfeld – Fulda – Bad Brückenau.

### Feuerunterstützung (Feuerplan Artillerie)
Zur Feuerunterstützung wird einerseits die nukleare Feuerunterstützung (Befehl/Freigabe Kernwaffeneinsatz) und andererseits die Allgemeine und Direkte Feuerunterstützung von Steilfeuerwaffen wie Mörser/Panzermörser der taktischen Führungsebene und Artillerie der operativen Führungsebene herangezogen.
Grundlage hierfür ist der Feuerplan Artillerie als Teil des gesamten Operationsplanes, welcher die Feuerstellungen der Batterien und ihre vorgeplanten Feuerräume (Sperrfeuer für Artillerie und Mörser) kennzeichnet.
Hierzu fallen der Korps-, Divisions- und Brigadeartillerie unterschiedliche Prioritäten bei der Bekämpfung feindlicher Ziele zu. Die Korpsartillerie übernimmt in der ersten Phase die Feuerunterstützung der Deckungstruppen. Die Divisionsartillerie führt aus den Feuerstellungsräumen ihrer Artilleriebataillone den direkten Feuerkampf vor dem Gefechtsstreifen der Divisionen, denen sie unterstellt sind. Die Divisionsartillerie wird mit Feldartilleriebrigaden verstärkt.

### Pionierunterstützung (Sperrplan Pioniere)
Mit Auslösung des NATO-Alarms SIMPLE ALERT beginnen die Pioniere (Panzerpioniere und Spezialpioniere) mit pioniertechnischen Maßnahmen (Bau von Hindernissen und Sperren, Verlegen von Schützenabwehr-/Panzerabwehrminen im pionierverstärkten Gelände) in den dafür vorgesehenen Räumen.
Der Einsatz von atomar bestückten Minen (ADMs und andere nukleare Sperrmuniton durch Kernminenverlegetrupps) erfolgt nach anderen Kriterien. Im GDP 31001 waren ADMs vorgesehen. Analog zum Feuerplan Artillerie sind die Pioniermaßnahmen in der Karte zum Sperrplan der Pioniere verzeichnet.
Alle pioniertechnischen Maßnahmen zielen darauf ab, die Manövrierfähigkeit der eigenen Truppe zu fördern und die des Gegners zu hemmen. Hierzu zählen Ausbau von Riegelstellungen, Hindernisse im Sicherungsstreifen, Errichten von Hindernissen und Sperren, Blockierung von Geländeabschnitten, Mineneinsatz, sowie dem Bau von Feldlagern, ausgebauten Stellungssystemen für die eigene Truppe in der Tiefe etc.

### Luftunterstützung
Unmittelbare Luftunterstützung durch Gefechtsfeldabriegelung und Luftnahunterstützung wird durch einen Luftflottenverband gewährleistet. Die Steuerung erfolgt über Fliegerleitoffiziere.

### ABC-Einsatz
Der Einsatz biologisch-chemischer Waffen dient in erster Linie als Vergeltungsmaßnahme für Angriffe des Warschauer Paktes mit C-Waffen. C-Waffen werden in erster Linie im Rahmen der Feuerunterstützung von Artillerie- und Pioniereinheiten zum Einsatz gebracht. Ziel dieser Maßnahmen ist es, bestimmte Geländeabschnitte für die Bewegung des Gegners dadurch zu hemmen, feindliche Angriffsgruppierungen zu kanalisieren, sowie Versorgungspunkte und Gefechtsstände zu kontaminieren.

### Weitere Abschnitte des GDP
- Fernmeldemaßnahmen (Draht- und Funkverbindungen)
- Funkelektronischer Kampf (ELOKA)
- Luftverteidigung / Heeresflugabwehr[13]
- Heeresfliegerkräfte
- Schutz des rückwärtigen Korpsgebiet
- Aufmarsch und Dislozierung
- Militärpolizei
- Einsatz ausländischer Verstärkungskräfte
- Geheimhaltung
- Täuschungsmaßnahmen
- Zusammenarbeit mit dem Bundesgrenzschutz
- Zivil-militärische Zusammenarbeit
- Evakuierung der Zivilbevölkerung
- (vage Aussagen zum Einsatz von) Nuklearwaffen, da deren Einsatz einem umfangreichen Antrags-, Konsultations- und Freigabeprozess unterworfen war

### Weitere GDP
Auch für weitere Truppen der NATO-Staaten in Mitteleuropa existierten GDP's. Damit wurde innerhalb des NATO-Kommandobereichs AFCENT sichergestellt, dass eine zusammenhängende Verteidigung geplant, und, so lange wie möglich, erhalten bleibt. Dies bezog auch die für den Schutz der rückwärtigen Gebiete zuständigen Territorialkommandos, Wehrbereichskommandos und Verteidigungsbezirkskommandos – sofern sie nicht in den Verantwortungsbereichen der vorne eingesetzten Korps lagen, mit ein.